# Colonie
Colonie (/ˌkɒləˈniː/) is een town in Albany County, New York, Verenigde Staten. Het is de dichtstbevolkte buitenwijk van Albany en de op twee na grootste town in de county, met een oppervlakte van 11% van de county. Er bestaat binnen Colonie een aantal gehuchten. Tijdens de volkstelling van 2010 telde Colonie 81.591 inwoners (544 inw/km²). De town ligt ten noorden van Albany in het noorden van de county en kent twee dorpen binnen haar grenzen: Colonie en Menands.

## Etymologie
De naam Colonie is afkomstig van het Nieuwnederlandse woord Colonye of Colonie, wat op haar beurt weer van de kolonie van de Rensselaerswijck komt. Al het land buiten Beverwijck (nu Albany) werd de Colonie genoemd.  

## Geschiedenis

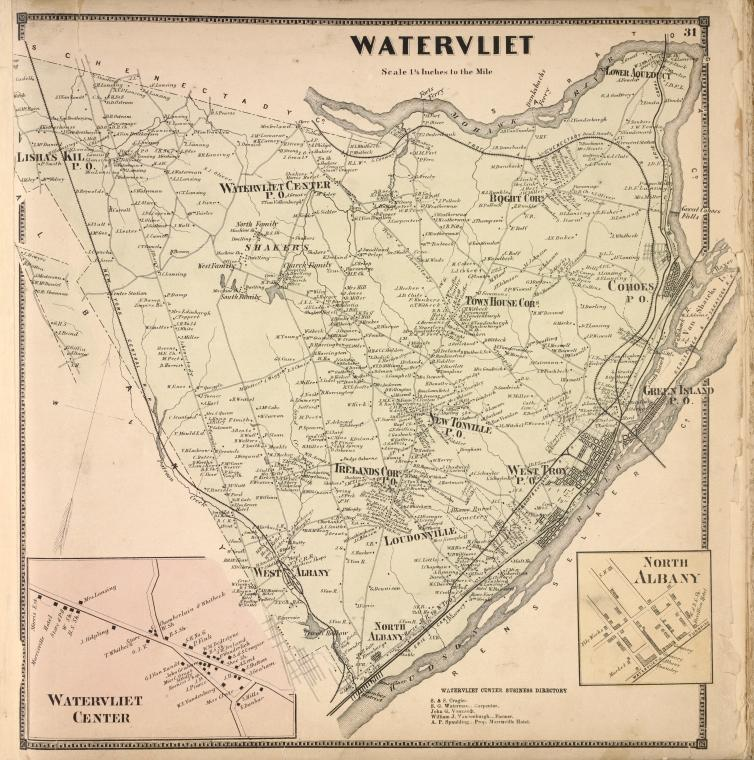
Watervliet in 1866

Dit gebied was ooit onderdeel van het Rensselaerswijck patroonschap. De stad Colonie werd in 1895 opgericht, nadat de plattelandsbewoners van Watervliet tegen het overheidsplan waren, waarin Watervliet voortaan een city zou zijn en geen town meer. De town/het dorp Green Island werd een aparte town, nadat het zich van Watervliet afsplitste. Het dorp West Troy, werd wat nu de stad Watervliet is. Alle schulden van de oorspronkelijke town werden gelijkwaardig verdeeld onder Green Island, Watervliet en Colonie. Verschillende rechtszaken werkten hun weg door het rechtsysteem uit de resultaten van de divisie.